# 平林站 (新潟縣)
平林站（日语：／ Hirabayashi eki */?）是位於新潟縣村上市宿田，東日本旅客鐵道（JR東日本）的羽越本線車站。此站至村上站之間為單線鐵路。

## 歷史
- 1950年（昭和25年）：平林臨時乘降場啟用。
- 1952年（昭和27年）5月15日：升級至車站，名為平林站。
- 1972年（昭和47年）9月1日：終止行李起卸業務。同時成為無人車站。
- 1987年（昭和62年）4月1日：伴隨國鐵分割民營化，車站由東日本旅客鐵道（JR東日本）營運。
- 2000年（平成12年）11月15日：新設東出口[1]。
- 2012年（平成24年）5月1日：設置名譽站長[2]。

## 車站構造
車站是一座地面車站，設有2面2線的相對式月台。兩月台之間設有跨線橋連接。
此站是由村上站管理的無人車站。原來車站只有西出口（下行月台側）。為了方便乘客，於2000年秋天，於上行月台側，國道7號前新設東出口，該處還設有停車場。東、西出口的車站大樓同時為候車室，兩方均設有自動售票機，廁所位於西出口處。此站不可使用Suica等交通系IC卡。

### 月台
| 月台 | 路線      | 上下行 | 方向             |
| ---- | --------- | ------ | ---------------- |
| 1    | ■羽越本線 | 下行   | 村上、酒田方向   |
| 2    | ■羽越本線 | 上行   | 新發田、新潟方向 |

參考

## 車站周邊
在西出口對出設有農戶。
- 國道7號
- 平林郵局
- 平林變電站
- 平林保育園
- 宿田公民館
- 大智院

## 巴士

村上市內的巴士路線圖。時間表參見新潟交通觀光巴士官網 村上區、勝木區 。

在車站前設有新潟交通觀光巴士「平林站前」巴士站，該處只有數班巴士停站。

## 相鄰車站
東日本旅客鐵道
■羽越本線
■快速
通過
■普通
坂町－平林－岩船町

## 注腳
1. ↑  . 交通新聞 (交通新聞社). 2000-12-06: 4 （日语）.
2. ↑   (PDF) (新闻稿). 東日本旅客鉄道 新潟支社. 2014-04-27  [2014-10-25]. （原始内容 (pdf)存档于2013年1月17日） （日语）.
3. ↑  Suica新潟エリア （页面存档备份，存于）（日語） - JR東日本. 2020年4月25日參閲.
4. ↑  JR東日本:駅構内図 （页面存档备份，存于）（日語）

## 外部連結
- 車站資訊（平林）：東日本旅客鐵道（日語）